# LiquidPiston

Animación con el funcionamiento de un motor Wankel

LiquidPiston es un motor rotativo sin pistones en desarrollo y patentado en Estados Unidos, con trabajo en un ciclo híbrido de alta eficiencia, combinando los cuatro principios de la termodinámica, el ciclo diésel, Otto, Atkinson y Rankine. Gracias al uso del aire comprimido (sin combustible) y a una buena relación de compresión, similar a un motor típico en el ciclo diésel. Después, el aire queda encerrado en una cámara a un volumen constante, el motor inyecta el combustible para permitir una combustión en condiciones de dicho volumen constante, con las características del ciclo Otto, para finalmente, el producto de la combustión entra en expansión hasta una determinada presión atmosférica, como utiliza el ciclo Atkinson. 
En el motor Wankel, el único motor rotativo sin pistones con cierto éxito hasta la fecha, hay una envolvente oval dentro de la que se mueve un rotor triangular. Dicho rotor, con tres cámaras independientes, se separan mediante segmentos, montados en los tres vértices del rotor, y seis en sus caras laterales. Durante cada vuelta, los segmentos se mueven hacia dentro y afuera, oscilando en su alojamiento y provocando grandes tensiones y desgaste, que provocan una limitada vida útil del motor. El diseño del LiquidPiston para superar este problema, invierte la geometría: hay un rotor oval que se mueve dentro de una envolvente triangular. Los segmentos necesarios (tanto laterales como de vértice) están instalados en el estátor, y tienen una lubricación directa. Para tener la eficiencia del ciclo diésel hacen falta altas relaciones de compresión. Los motores alternativos diésel típicos tienen una relación entre 15:1 y 24:1. La relación de compresión de diseño del motor LiquidPiston es de 26:1. 
Está desarrollado por Nikolay Shkolnik, físico de la Universidad de Conneticut y Alexander Shkolnik, especializado en informática e inteligencia artificial por el instituto de tecnología estadounidense MIT.  Se anuncia como principales ventajas, ofrecer menor peso para una misma potencia, además menor tamaño, ruido y consumo de combustible. Está destinado para poder ser incluido en un principio en drones o vehículos híbridos eléctricos.